# Șoard
Șoard – wieś w Rumunii, w okręgu Marusza, w gminie Vânători. W 2011 roku liczyła 780 mieszkańców.